# Draft de la NBA de 1998
El Draft de la NBA de 1998 se celebró el 24 de junio de ese mismo año en Vancouver, Canadá.

## Primera ronda

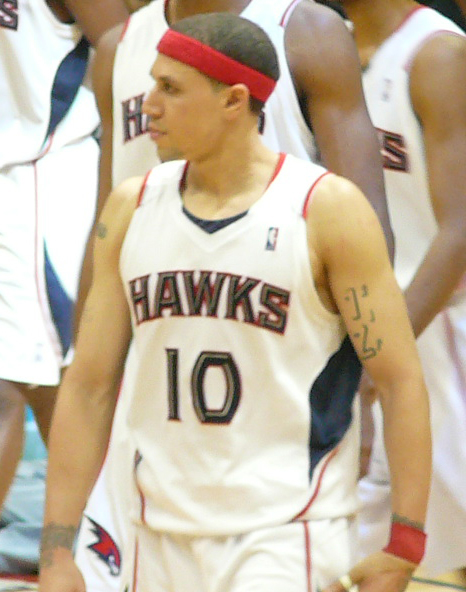
Mike Bibby, 2ª elección.

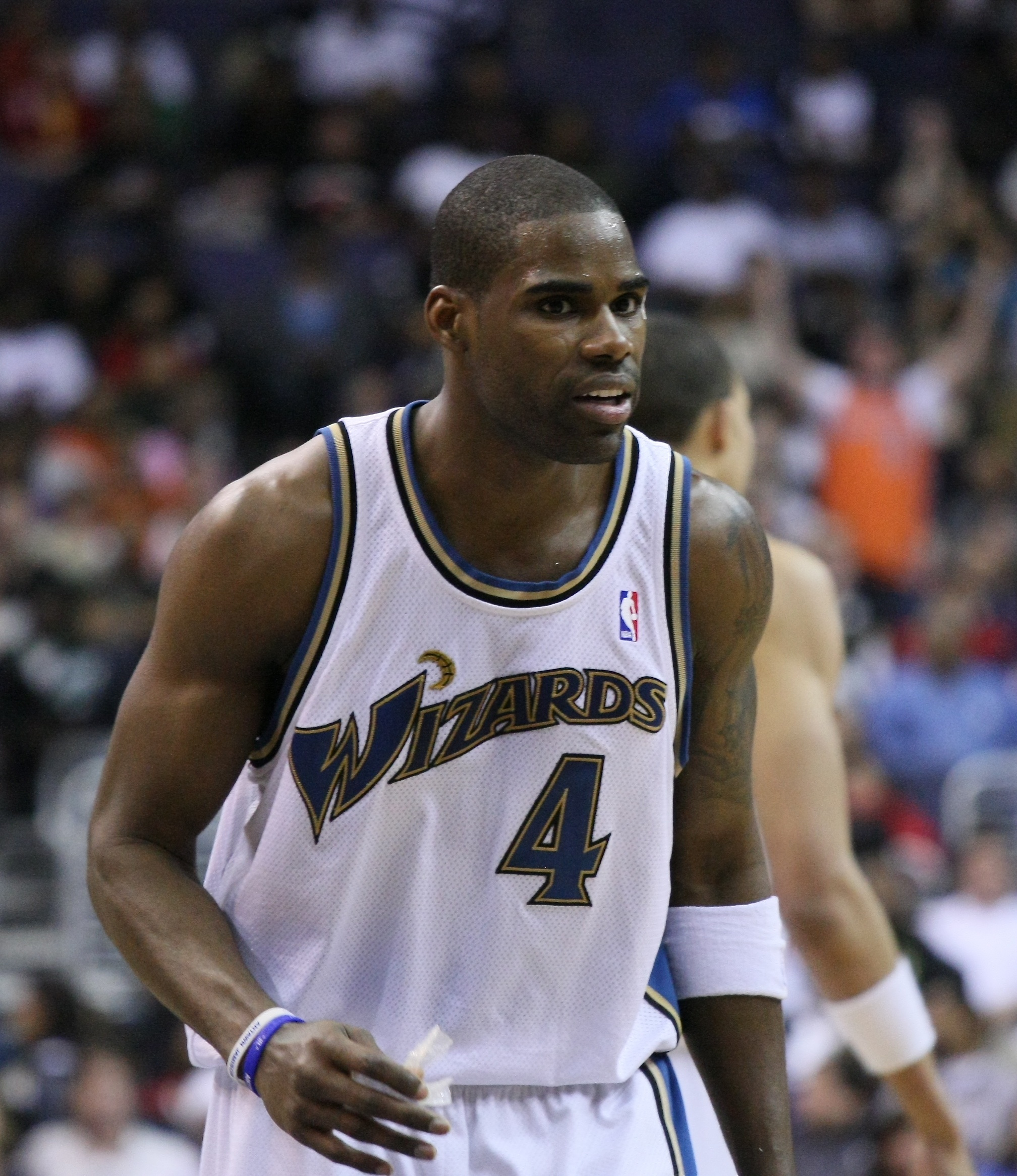
Antawn Jamison, la 4ª elección.

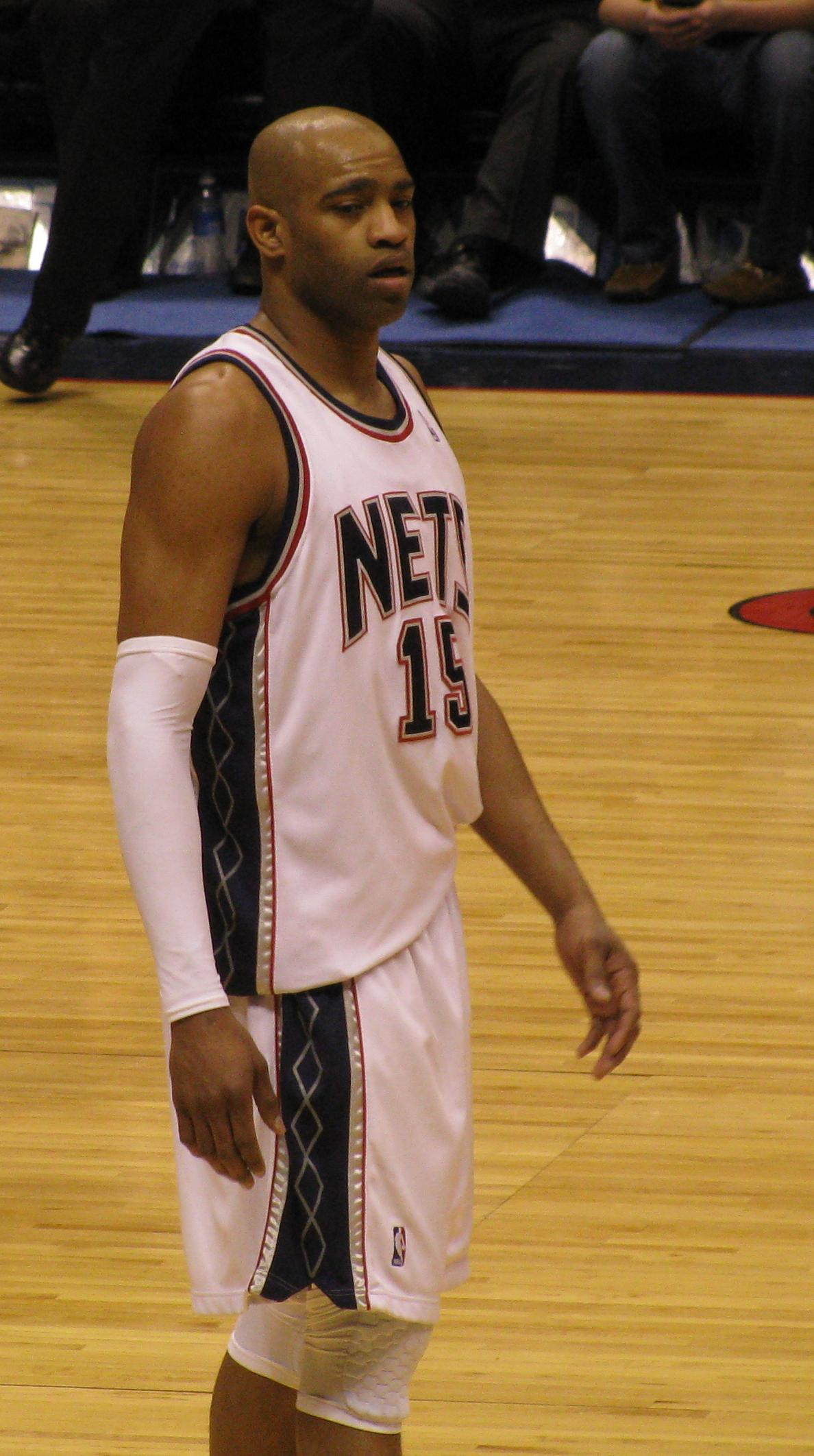
Vince Carter, número 5.

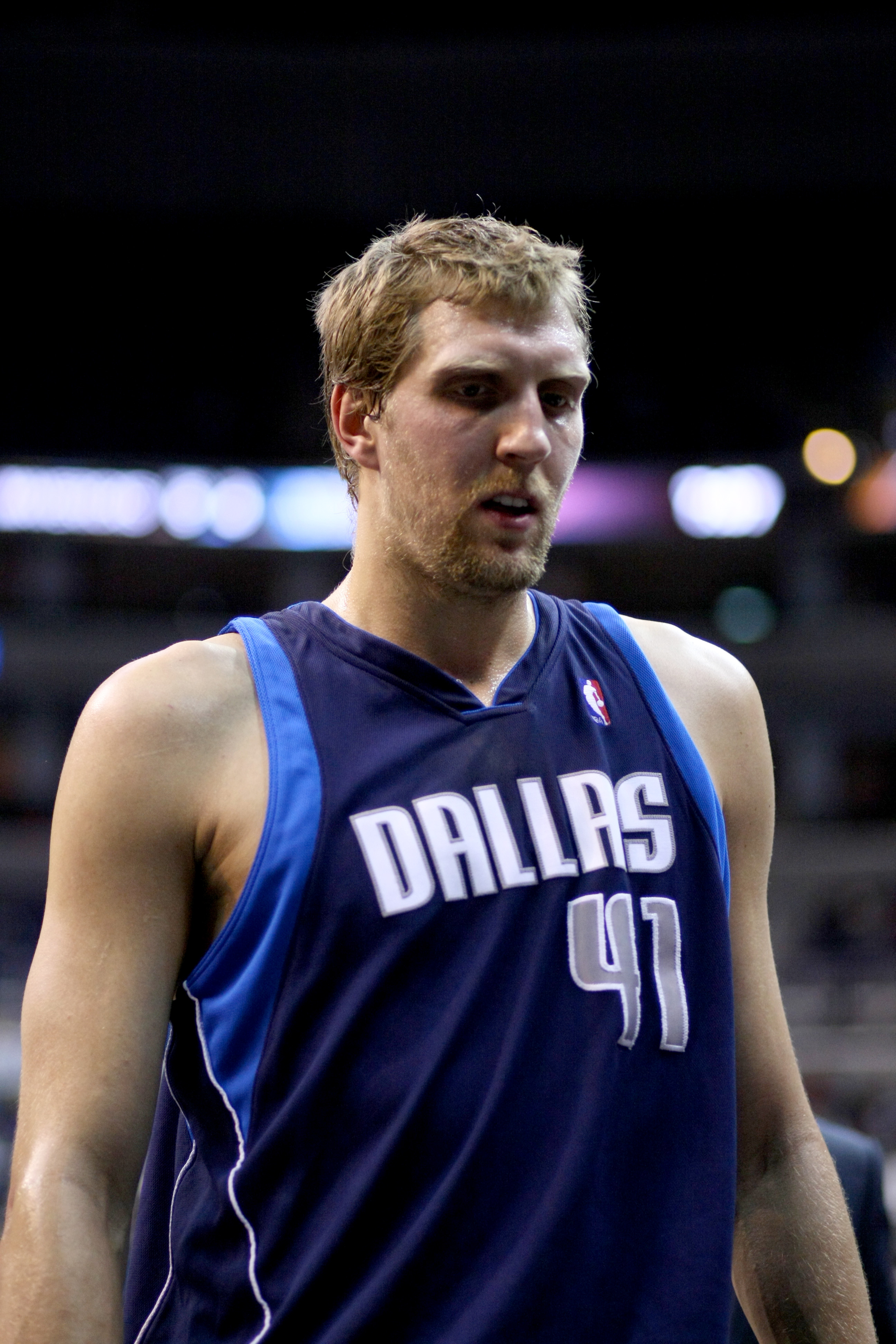
Dirk Nowitzki, elegido en 9ª plaza.

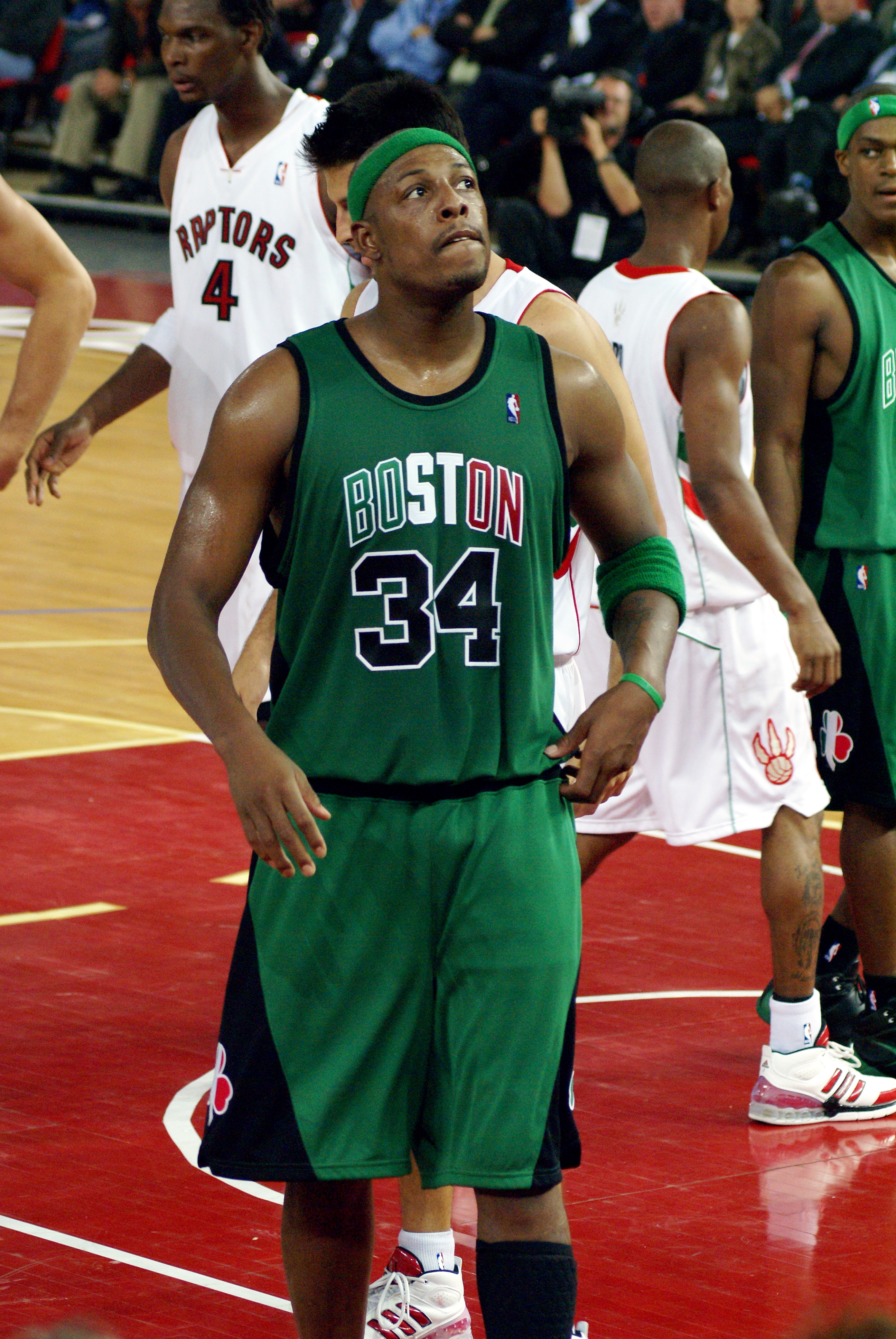
Paul Pierce, la 10.ª elección.

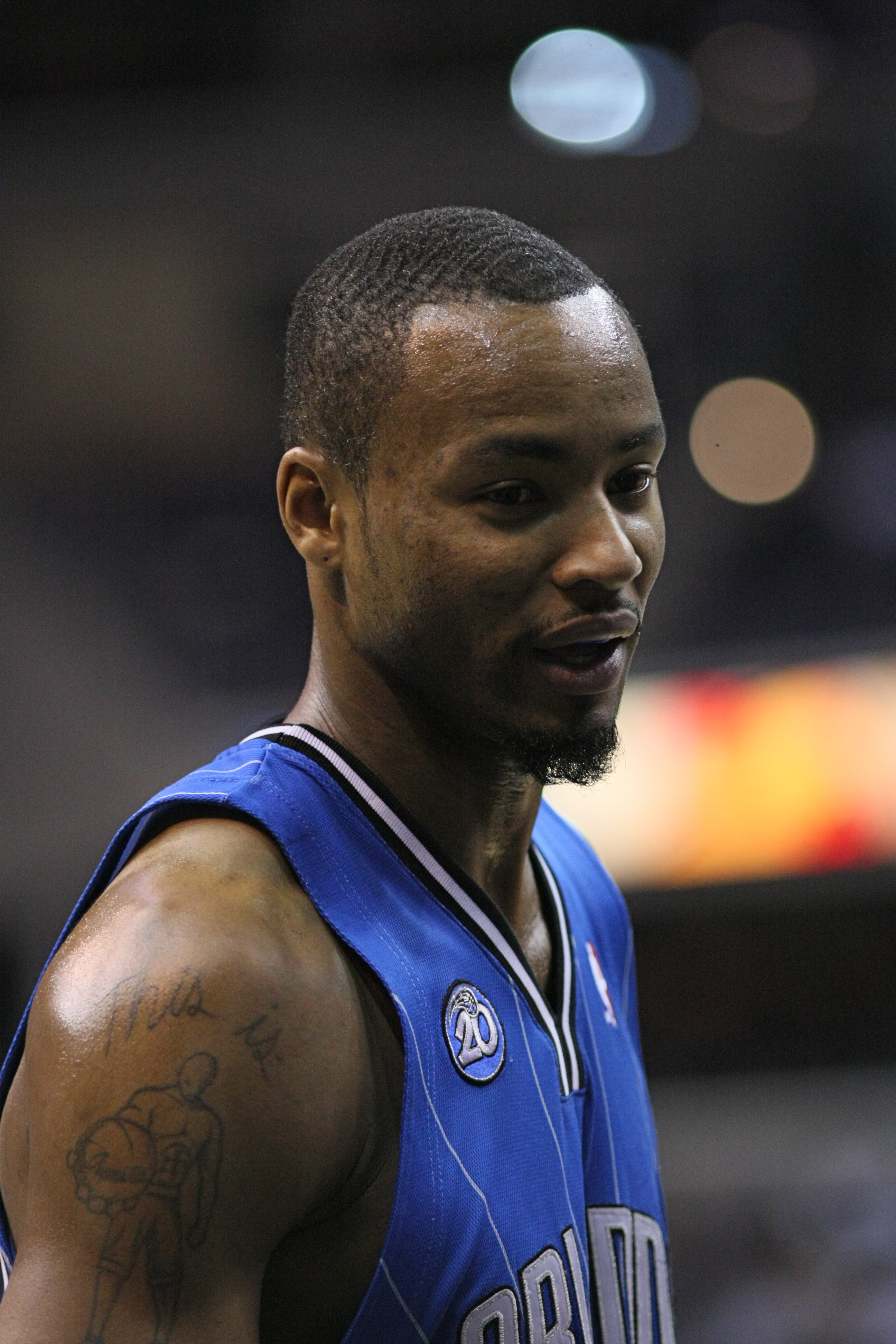
Rashard Lewis, elegido el número 32.

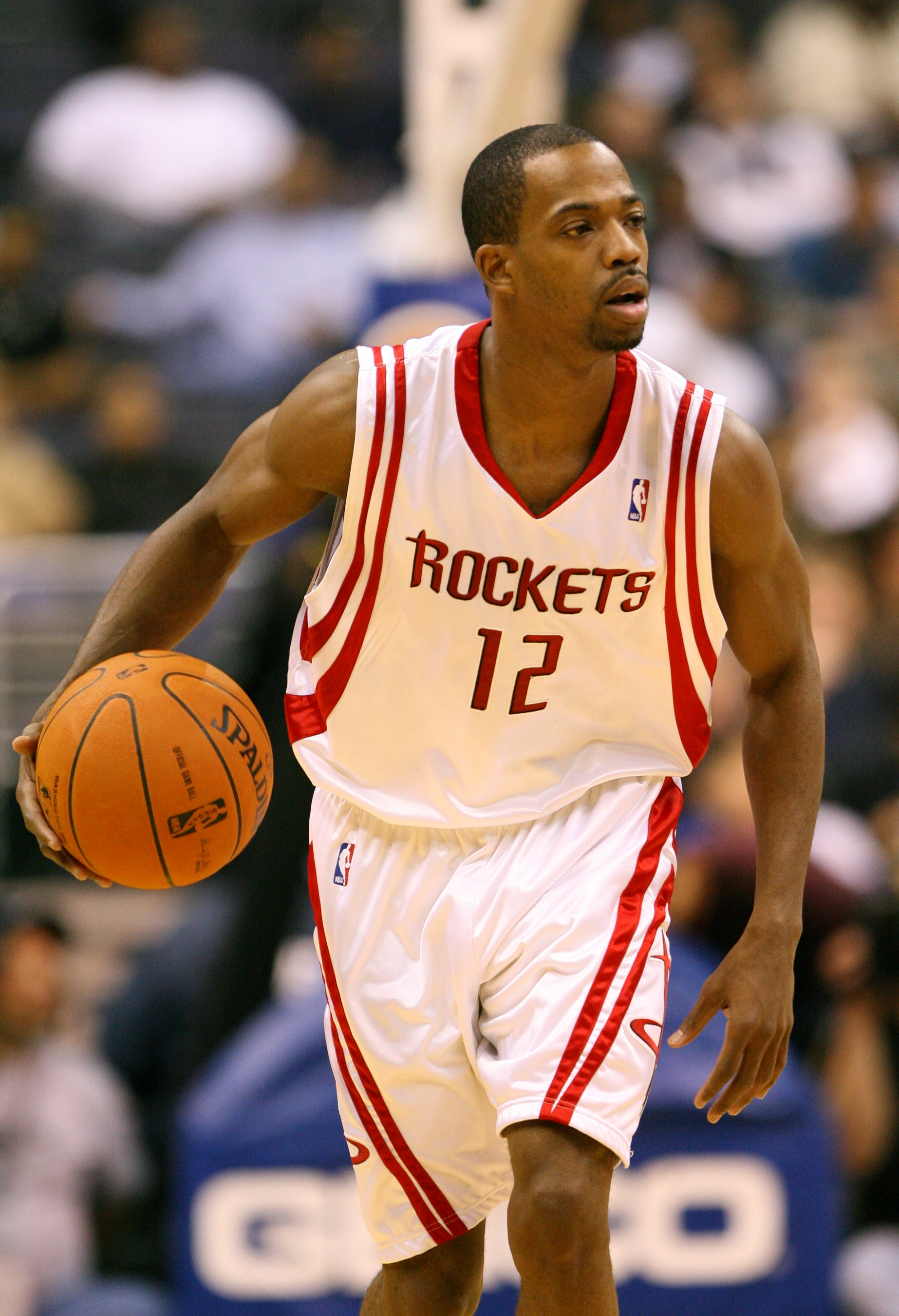
Rafer Alston, 39.ª plaza.

|  | Denota jugador miembro del Basketball Hall of Fame                                                 |
|  | Denota jugador que ha sido seleccionado al menos en un All-Star Game y un Mejor Quinteto de la NBA |
|  | Denota jugador que ha sido seleccionado al menos en un All-Star Game                               |
|  | Denota jugador que nunca ha jugado en la NBA                                                       |

| Pick | Jugador                 | Nacionalidad         | Equipo de la NBA                                        | Origen (Universidad/club)       |
| ---- | ----------------------- | -------------------- | ------------------------------------------------------- | ------------------------------- |
| 1    | Michael Olowokandi (C)  | Nigeria              | Los Angeles Clippers                                    | Pacific                         |
| 2    | Mike Bibby (PG)         | Estados Unidos       | Vancouver Grizzlies                                     | Arizona                         |
| 3    | Raef LaFrentz (C/F)     | Estados Unidos       | Denver Nuggets                                          | Kansas                          |
| 4    | Antawn Jamison (F)      | Estados Unidos       | Toronto Raptors (traspasado a Golden State)             | North Carolina                  |
| 5    | Vince Carter (G)        | Estados Unidos       | Golden State Warriors (traspasado a Toronto)            | North Carolina                  |
| 6    | Robert Traylor (F/C)    | Estados Unidos       | Dallas Mavericks (traspasado a Milwaukee)               | Michigan                        |
| 7    | Jason Williams (PG)     | Estados Unidos       | Sacramento Kings                                        | Florida                         |
| 8    | Larry Hughes (SG)       | Estados Unidos       | Philadelphia 76ers                                      | Saint Louis                     |
| 9    | Dirk Nowitzki (PF)      | Alemania             | Milwaukee Bucks (traspasado a Dallas)                   | DJK Würzburg (Alemania)         |
| 10   | Paul Pierce (G/F)       | Estados Unidos       | Boston Celtics                                          | Kansas                          |
| 11   | Bonzi Wells (G/F)       | Estados Unidos       | Detroit Pistons                                         | Ball State                      |
| 12   | Michael Doleac (C)      | Estados Unidos       | Orlando Magic                                           | Utah                            |
| 13   | Keon Clark (F/C)        | Estados Unidos       | Orlando Magic (desde Golden State vía Washington)       | UNLV                            |
| 14   | Michael Dickerson (SG)  | Estados Unidos       | Houston Rockets                                         | Arizona                         |
| 15   | Matt Harpring (F/G)     | Estados Unidos       | Orlando Magic (desde New Jersey)                        | Georgia Tech                    |
| 16   | Bryce Drew (PG)         | Estados Unidos       | Houston Rockets                                         | Valparaiso                      |
| 17   | Radoslav Nesterovic (C) | Eslovenia            | Minnesota Timberwolves                                  | Virtus Bologna (Italia)         |
| 18   | Mirsad Türkcan (PF)     | Turquía              | Houston Rockets (desde Toronto vía Portland)            | Efes Pilsen (Turquía)           |
| 19   | Pat Garrity (PF)        | Estados Unidos       | Milwaukee Bucks (desde Cleveland traspasado a Phoenix)  | Notre Dame                      |
| 20   | Roshown McLeod (SF)     | Estados Unidos       | Atlanta Hawks                                           | Duke                            |
| 21   | Ricky Davis (G/F)       | Estados Unidos       | Charlotte Hornets                                       | Iowa                            |
| 22   | Brian Skinner (F/C)     | Estados Unidos       | Los Angeles Clippers (desde Miami)                      | Baylor                          |
| 23   | Tyronn Lue (PG)         | Estados Unidos       | Denver Nuggets (desde Phoenix traspasado a L.A. Lakers) | Nebraska                        |
| 24   | Felipe López (SG)       | República Dominicana | San Antonio Spurs (traspasado a Vancouver)              | St. John's                      |
| 25   | Al Harrington (F)       | Estados Unidos       | Indiana Pacers                                          | St. Patrick's HS (Nueva Jersey) |
| 26   | Sam Jacobson (SG)       | Estados Unidos       | Los Angeles Lakers                                      | Minnesota                       |
| 27   | Vladimir Stepania (C)   | Georgia              | Seattle SuperSonics                                     | Olimpija Ljubljana (Eslovenia)  |
| 28   | Corey Benjamin (SG)     | Estados Unidos       | Chicago Bulls                                           | Oregon State                    |
| 29   | Nazr Mohammed (C/F)     | Estados Unidos       | Utah Jazz (traspasado a Philadelphia)                   | Kentucky                        |

## Segunda ronda
| Pick | Jugador                | Nacionalidad   | Equipo de la NBA                          | Origen (Universidad/club)    |
| ---- | ---------------------- | -------------- | ----------------------------------------- | ---------------------------- |
| 30   | Ansu Sesay (SF)        | Estados Unidos | Golden State Warriors (desde Toronto)     | Ole Miss                     |
| 31   | Ruben Patterson (SF)   | Estados Unidos | Los Angeles Lakers (desde Vancouver)      | Cincinnati                   |
| 32   | Rashard Lewis (SF)     | Estados Unidos | Seattle SuperSonics (desde Detroit)       | Alief Elsik HS (Houston, TX) |
| 33   | Jelani McCoy (F/C)     | Estados Unidos | Seattle SuperSonics (desde L.A. Clippers) | UCLA                         |
| 34   | Shammond Williams (PG) | Estados Unidos | Chicago Bulls (desde Golden State)        | North Carolina               |
| 35   | Bruno Šundov (C)       | Croacia        | Dallas Mavericks                          | KK Split (Croacia)           |
| 36   | Jerome James (C)       | Estados Unidos | Sacramento Kings                          | Florida A&M                  |
| 37   | Casey Shaw (C)         | Estados Unidos | Philadelphia 76ers                        | Toledo                       |
| 38   | DeMarco Johnson (PF)   | Estados Unidos | New York Knicks (desde Boston)            | UNC Charlotte                |
| 39   | Rafer Alston (PG)      | Estados Unidos | Milwaukee Bucks                           | Fresno State                 |
| 40   | Korleone Young (SF)    | Estados Unidos | Detroit Pistons                           | Hargrave Military Academy    |
| 41   | Cuttino Mobley (SG)    | Estados Unidos | Houston Rockets                           | Rhode Island                 |
| 42   | Miles Simon (SG)       | Estados Unidos | Orlando Magic                             | Arizona                      |
| 43   | Jahidi White (F/C)     | Estados Unidos | Washington Wizards                        | Georgetown                   |
| 44   | Sean Marks (PF)        | Nueva Zelanda  | New York Knicks                           | California                   |
| 45   | Toby Bailey (SG)       | Estados Unidos | Los Angeles Lakers (desde New Jersey)     | UCLA                         |
| 46   | Andrae Patterson (SF)  | Estados Unidos | Minnesota Timberwolves                    | Indiana                      |
| 47   | Tyson Wheeler (PG)     | Estados Unidos | Toronto Raptors                           | Rhode Island                 |
| 48   | Ryan Stack (C)         | Estados Unidos | Cleveland Cavaliers                       | South Carolina               |
| 49   | Cory Carr (SG)         | Estados Unidos | Atlanta Hawks                             | Texas Tech                   |
| 50   | Andrew Betts (C)       | Reino Unido    | Charlotte Hornets                         | Long Beach State             |
| 51   | Corey Brewer (PG)      | Estados Unidos | Miami Heat                                | Oklahoma                     |
| 52   | Derrick Dial (SG)      | Estados Unidos | San Antonio Spurs                         | Eastern Michigan             |
| 53   | Greg Buckner (SG)      | Estados Unidos | Dallas Mavericks (desde Phoenix)          | Clemson                      |
| 54   | Tremaine Fowlkes (SF)  | Estados Unidos | Denver Nuggets (desde Indiana)            | Fresno State                 |
| 55   | Ryan Bowen (SF)        | Estados Unidos | Denver Nuggets (desde Seattle)            | Iowa                         |
| 56   | J.R. Henderson (SF)    | Estados Unidos | Vancouver Grizzlies (desde L.A. Lakers)   | UCLA                         |
| 57   | Torraye Braggs (PF)    | Estados Unidos | Utah Jazz                                 | Xavier                       |
| 58   | Maceo Baston (PF)      | Estados Unidos | Chicago Bulls                             | Michigan                     |

## Jugadores destacados no incluidos en el draft
Estos jugadores no fueron seleccionados en el draft de la NBA de 1998, pero han jugado al menos un partido en la NBA.

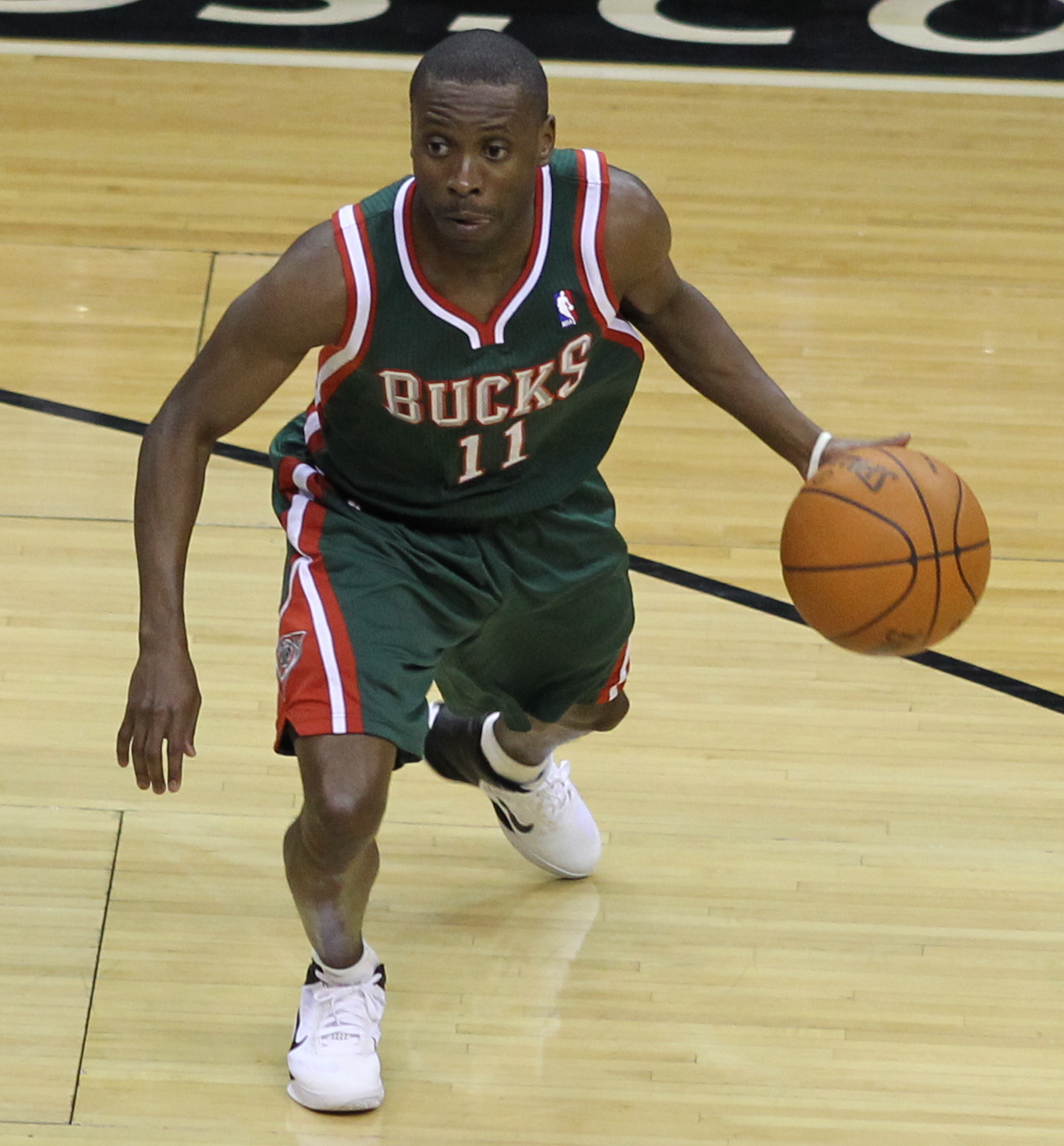
Earl Boykins es conocido por ser el segundo jugador más bajo de la historia de la NBA.

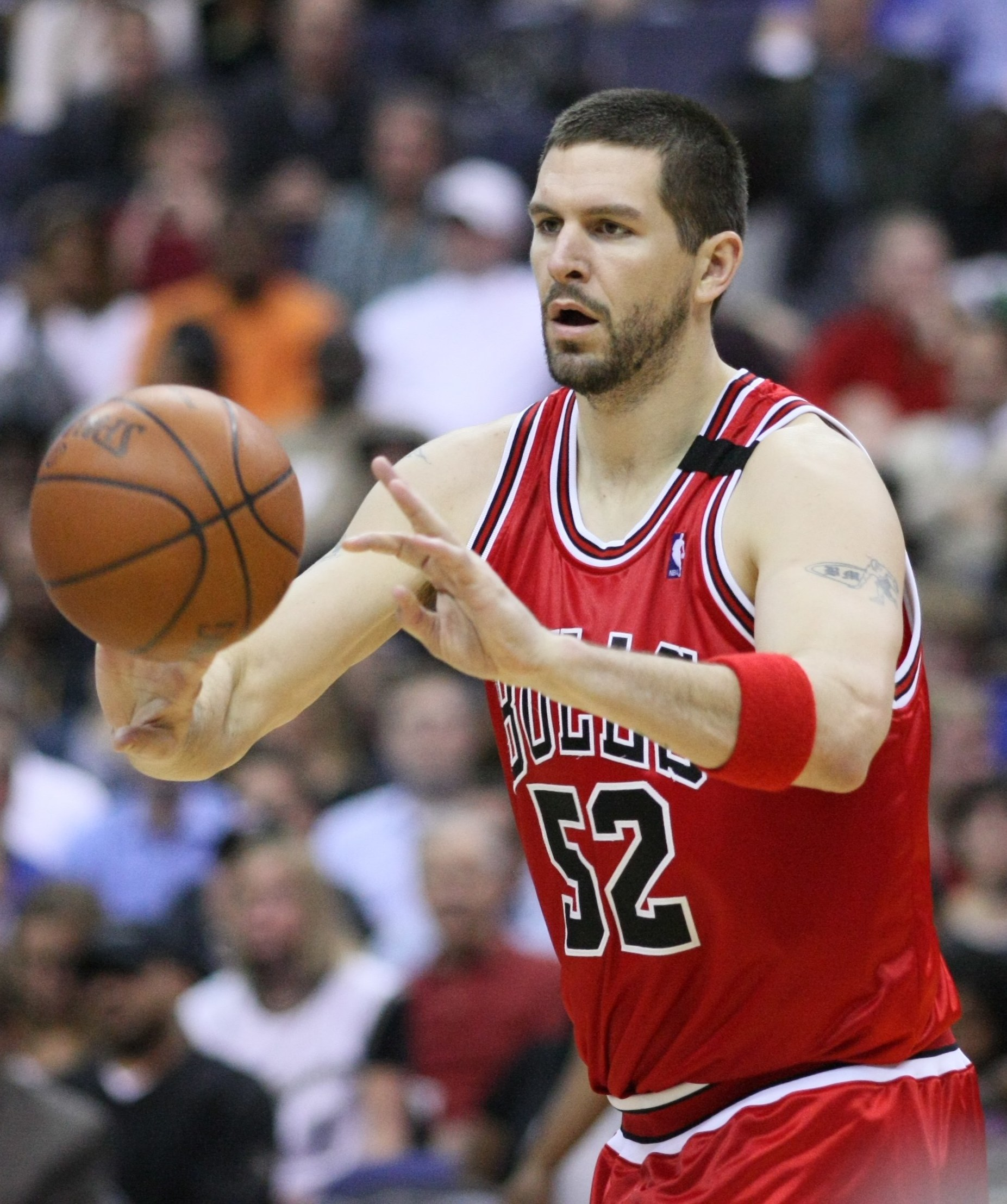
Brad Miller no fue elegido en el draft, pero a pesar de ello jugó 14 temporadas y fue dos veces All-Star.

| Jugador              | Pos. | Nacionalidad   | Universidad/Club          |
| -------------------- | ---- | -------------- | ------------------------- |
| Earl Boykins         | PG   | Estados Unidos | Eastern Michigan (Sr.)    |
| Gerald Brown         | SG   | Estados Unidos | Pepperdine (Sr.)          |
| Anthony Carter       | PG   | Estados Unidos | Hawaii (Sr.)              |
| Steve Goodrich       | PF/C | Estados Unidos | Princeton (Sr.)           |
| Mike James           | PG   | Estados Unidos | Duquesne (Sr.)            |
| Šarūnas Jasikevičius | PG   | Lituania       | Maryland (Sr.)            |
| Charles Jones        | SG   | Estados Unidos | LIU Brooklyn (Sr.)        |
| Mark Jones           | SF   | Estados Unidos | UCF (Sr.)                 |
| Kelly McCarty        | SG   | Estados Unidos | Southern Miss (Sr.)       |
| Slava Medvedenko     | PF   | Ucrania        | Budivelnyk Kiev (Ucrania) |
| Brad Miller+         | C    | Estados Unidos | Purdue (Sr.)              |
| Tyrone Nesby         | SF   | Estados Unidos | UNLV (Sr.)                |
| Daniel Santiago      | C    | Puerto Rico    | Saint Vincent (Sr.)       |